# Сосновий Лог (Білокатайський район)
Сосно́вий Лог (рос. Сосновый Лог) — присілок у складі Білокатайського району Башкортостану, Росія. Входить до складу Нижньоіскушинської сільської ради.
Населення — 125 осіб (2010; 192 у 2002).
Національний склад:
- росіяни — 82 %